# 봉화 청암정과 석천계곡
봉화 청암정과 석천계곡(奉化 靑巖亭과 石泉溪谷)은 대한민국 경상북도 봉화군 봉화읍에 있는 명승이다. 2009년 12월 9일 대한민국의 명승 제60호로 지정되었다.

## 개요
거북모양의 너럭바위 위에 세운 청암정(靑巖亭)과 마을 앞을 흐르는 석천계곡에 있는 석천정(石泉亭)은 유곡마을의 대표경관으로, 주변의 울창한 송림(松林), 계류(溪流), 아름다운 수석(水石) 등 자연경관과 조화를 이루는 뛰어난 명승지이다.
유곡(酉谷)마을은 1380년 충재 권벌의 선조가 처음 개척한 곳으로 마을모양이 금닭이 알을 품고 있는 ‘금계포란형’(金鷄抱卵形)의 지세라 닭실마을이라 부르게 된 곳으로 조선 중기의 실학자 이중환이 『택리지』에서 이 지역을 우리나라에서 손꼽는 경승지로 지적하였다는 기록이 남아 있는 역사문화 경승지이다.

## 같이 보기
- 권벌 충재일기 (보물 제261호)

## 참고 자료
- 봉화 청암정과 석천계곡 - 국가유산청 국가유산포털